# Something to Remember
Something to Remember è una raccolta di ballad della cantautrice statunitense Madonna, pubblicato nel 1995 dalla Maverick Records.

## Brani
L'album contiene una cover della canzone I Want You, di Marvin Gaye, realizzata in collaborazione con il gruppo dei Massive Attack, due inediti, You'll See e One More Chance, insieme anche ad un remix di Love Don't Live Here Anymore.
Alcune delle canzoni inserite nel disco non sono mai apparse prima su un album di Madonna, come This Used to Be My Playground, realizzata per la colonna sonora del film Ragazze vincenti, I'll Remember, realizzata per la colonna sonora del film 110 e lode, e Crazy For You, tratta dalla colonna sonora di Vision Quest.
L'album Something to Remember contiene anche Something to Remember, contenuta nell'album I'm Breathless, e Forbidden Love, una traccia dell'album Bedtime Stories .
La versione giapponese di Something to Remember contiene La isla bonita, mentre la versione spagnola e latino-americana contiene Verás, versione in spagnolo di You'll See.
I Can't Forget (Madonna, David Foster) - incisa in versione demo per la raccolta Something To Remember, ma poi scartata, la canzone fu poi incisa dalla cantante italo-canadese Angelica Di Castro per il suo album "Beautiful Feeling" del 2008. Alcuni frammenti della versione cantata da Madonna sono trapelati on line nel 2008, mentre la versione integrale nel febbraio 2010.

## Produzione
Per realizzare i nuovi brani, Madonna ha lavorato fianco a fianco con i produttori David Foster (stimato collaboratore di Barbra Streisand), e Nellee Hooper. Riguardo alla collaborazione con Madonna che portò alla nascita dei brani You'll See e One More Chance, Foster commentò: "La sua etica lavorativa era straordinaria. Era puntuale ogni giorno e ha co-prodotto sul serio assieme a me. Molti artisti vogliono fare i produttori solo perché viene detto loro che possono farlo, senza impegnarcisi minimamente, una cosa che mi fa imbestialire. Ma Madonna ha lavorato sodo come qualunque vero produttore che conosco... Ho apprezzato tutti gli aspetti di collaborare con lei: la sua puntualità, la sua professionalità e il suo fascino".

## Copertina
Per la copertina di Something to Remember è stata utilizzata una foto scartata dalla campagna di Versace del 1995.

## Promozione
Madonna cercò a tutti i costi di pubblicare come primo singolo I Want You, ma il brano doveva essere contenuto in una compilation dedicata a Marvin Gaye, i cui diritti sono legati alla Motown Records, così le fu impedito. Comunque ne fu realizzato un video di accompagnamento.
Il primo singolo ufficiale tratto da Something to Remember è You'll See. Il video che ne è stato girato è il sequel del video di Take a Bow. Segue One More Chance, realizzato solo per il mercato europeo.
Come terzo singolo venne ripubblicato Oh Father. Scalò solo la classifica sudafricana, e rimase al n.1 per 2 settimane.
L'ultimo singolo estratto dall'album Something to Remember è il remix della ballata Love Don't Live Here Anymore, che non ebbe il successo commerciale sperato: negli USA si piazzò solo alla 79ª posizione.

## Accoglienza
Something to Remember ha ottenuto un ottimo successo commerciale in Italia, dove ha distribuito oltre 500,000 copie ed è rimasto per tre settimane non consecutive in prima posizione nella Classifica FIMI Album.
Si tratta inoltre dell'unico album di Madonna assieme al best seller Ray of Light ad aver raggiunto la posizione numero 1 in Italia nel corso degli anni novanta. A livello mondiale, le copie vendute dell'album Something to Remember sono circa 10 milioni.
Stephen Thomas Erlewine di AllMusic scrisse: "Lungo tutto l'album Madonna dà prove di essere una straordinaria cantante la cui voce è andata migliorando nel corso degli anni", aggiungendo: "Nessuna delle tracce è di qualità inferiore, e le migliori di quelle contenute in Something to Remember sono annoverate tra le migliori canzoni pop degli anni Ottanta e Novanta". Neil Strauss del The New York Times commentò come le canzoni del disco siano "più coese di un qualunque greatest hits" e che "ognuna racconta la storia di una voce e di un'attitudine differente, una voce che è andata consolidandosi nei dodici anni che separano la fresca innocenza adolescenziale di 'Crazy for You' dell'83 e il cantato tormentato della nuova 'You'll See'." Entertainment Weekly scrisse: "Posizionare le sue ballate di maggior successo ('Live to Tell', 'Crazy for You', 'Take a Bow' ecc) in un contesto diverso, ossia separate dalle canzoni dance di Madonna che di solito tendono a passare in primo piano, dà loro nuovo forza, che è esattamente lo scopo di ogni valida raccolta di successi. I tre brani inediti, 'You'll See', 'One More Chance' e una versione straordinariamente spettrale di 'I Want You' di Marvin Gaye sono perle vendibilissime che non fanno che impreziosire il fascino di Madonna."
The Post and Courier commentò: "C'è una differenza sostanziale tra avere una bella voce ed essere una brava cantante. Whitney Houston o Mariah Carey possono anche surclassare la donna più famosa al mondo con i loro vocalizzi o la loro estensione vocale, ma Madonna, con la sua sola personalità riesce a vendere i suoi brani più lenti con uno stile che pochi cantanti moderni posseggono." The Advocate scrisse che l'album prova come Madonna sia in grado di "realizzare brani lenti con la stessa maestria con la quale sforna brani dance" e trovò il suo stile di canto nelle ballads "semplice e onesto". Il The Baltimore Sun scrisse: "Madonna non solo ci ricorda che nel suo repertorio c'è più di qualche hit dance, ma anche che la sua voce è estremamente lontana dall'essere esile e debole come pensano i suoi detrattori. [...] La Madonna che si mostra qui non solo ha una voce molto più ricca e profonda di quanto si pensi, ma anche più ricchezza interpretativa".
Alwyn W. Turner nel suo libro The Rough Guide to Rock scrisse che l'album include "i suoi migliori brani lenti" mostrando come "Madonna si sia evoluta negli anni diventando un'eccellente interprete di ballate". USA Today scrisse che l'album "mette in mostra i momenti mento movimentati ma non per questo meno interessanti della sua carriera", lodò la voce di Madonna e la resa emotiva nella canzone "You'll See", "la prova più evidente che questa ambiziosa bionda è una cantante e non solo una celebrity". J. Randy Taraborrelli nel suo libro Madonna: An Intimate Biography elesse le tracce prodotte con David Foster come migliori: "Interessante come, con la possibilità di attingere all'estro da musical di David Foster, lui e Madonna abbiano realizzato due delle canzoni più cupe che lei abbia mai inciso; ma è questo a rendere una collaborazione emozionante, non sapere come sarà il risultato". The Jerusalem Post scrisse che le nuove canzoni "mostrano un salto nel grado di sofisticatezza" e commentò come Madonna "abbia investito le proprie forze in un training canoro". Robert Christgau invece criticò lapidario l'album, definendolo "un brutto disco che non merita di essere ulteriormente descritto."

## Tracce
1. I Want You – 6:23 (Leon Ware, T-Boy Ross)
2. I'll Remember – 4:23 (Patrick Leonard, Madonna, Richard Page)
3. Take a Bow – 5:21 (Babyface, Madonna)
4. You'll See – 4:41 (Madonna, David Foster)
5. Crazy for You – 4:05 (John Bettis, Jon Lind)
6. This Used to Be My Playground – 5:10 (Madonna, Shep Pettibone)
7. Live to Tell – 5:51 (Patrick Leonard, Madonna)
8. Love Don't Live Here Anymore (Remix) – 4:54 (Miles Gregory)
9. Something to Remember – 5:04 (Patrick Leonard, Madonna)
10. Forbidden Love – 4:09 (Babyface, Madonna)
11. One More Chance – 4:28 (Madonna, David Foster)
12. Rain – 5:29 (Madonna, Shep Pettibone)
13. Oh Father – 4:59 (Patrick Leonard, Madonna)
14. I Want You (Orchestral) – 6:04 (Leon Ware, T-Boy Ross)

Traccia esclusiva dell'edizione giapponese
1. La Isla Bonita – 4:02 (Madonna, Patrick Leonard, Bruce Gaitsch)

Traccia esclusiva dell'edizione latino-americana
1. Verás – 4:21 (Madonna, David Foster) – Versione in lingua spagnola di You'll See

## Classifiche

### Classifiche settimanali
| Classifica (1995-96) | Posizione massima |
| -------------------- | ----------------- |
| Argentina            | 2                 |
| Australia            | 1                 |
| Austria              | 1                 |
| Belgio (Fiandre)     | 9                 |
| Belgio (Vallonia)    | 4                 |
| Brasile              | 4                 |
| Canada               | 2                 |
| Cile                 | 3                 |
| Danimarca            | 2                 |
| Estonia              | 1                 |
| Finlandia            | 1                 |
| Francia              | 61                |
| Giappone             | 9                 |
| Irlanda              | 7                 |
| Italia               | 1                 |
| Norvegia             | 6                 |
| Nuova Zelanda        | 8                 |
| Paesi Bassi          | 19                |
| Portogallo           | 3                 |
| Regno Unito          | 3                 |
| Scozia               | 6                 |
| Stati Uniti          | 6                 |
| Singapore            | 1                 |
| Sudafrica            | 32                |
| Spagna               | 6                 |
| Svezia               | 3                 |
| Svizzera             | 3                 |
| Ungheria             | 2                 |

### Classifiche di fine anno
| Classifica (1995) | Posizione |
| ----------------- | --------- |
| Australia         | 19        |
| Belgio (Fiandre)  | 62        |
| Belgio (Vallonia) | 49        |
| Canada            | 91        |
| Italia            | 13        |
| Regno Unito       | 11        |
| Svezia            | 16        |
| Classifica (1996) | Posizione |
| Australia         | 28        |
| Austria           | 15        |
| Canada            | 28        |
| Germania          | 25        |
| Giappone          | 99        |
| Paesi Bassi       | 55        |
| Regno Unito       | 64        |
| Stati Uniti       | 36        |
| Svezia            | 87        |
| Svizzera          | 22        |

## Date di pubblicazione
| Regione     | Data              | Formati      | Etichetta                                 | Note          |
| ----------- | ----------------- | ------------ | ----------------------------------------- | ------------- |
| Francia     | 3 novembre 1995   | CD, cassetta | Maverick Records, Warner Bros. Records    | [ 80 ] [ 81 ] |
| Germania    | 3 novembre 1995   | CD, cassetta | Maverick Records, Warner Bros. Records    | [ 82 ] [ 83 ] |
| Italia      | 3 novembre 1995   | CD           | Maverick Records, Warner Bros. Records    | [ 84 ]        |
| Regno Unito | 6 novembre 1995   | CD           | Maverick Records, Warner Bros. Records    | [ 85 ]        |
| Stati Uniti | 7 novembre 1995   | CD, cassette | Maverick Records, Warner Bros. Records    | [ 86 ] [ 87 ] |
| Giappone    | 10 novembre 1995  | CD           | Maverick Records, Warner Bros. Records    | [ 49 ]        |
| Germania    | 27 settembre 2013 | LP           | Rhino Entertainment, Warner Bros. Records | [ 88 ]        |
| Regno Unito | 30 settembre 2013 | LP           | Rhino Entertainment, Warner Bros. Records | [ 89 ]        |